# Robin Yount
Robin R. Yount (Danville, Illinois, 16 de septiembre de 1955), más conocido como Robin Yount, es un exjugador profesional estadounidense de béisbol que se desempeñó en la posición de campocorto en las Grandes Ligas de Béisbol (MLB). Es miembro del Salón de la Fama del Béisbol.

## Carrera
Yount jugó como profesional veinte temporadas en Milwaukee Brewers (1974-1993), equipo en el que se retiró.

## Reconocimiento
En 1999, ingresó como miembro al Salón de la Fama del Béisbol.